# جيمس صموئيل ديكسون
جيمس صموئيل ديكسون (بالإنجليزية: James Samuel Dickson)‏ هو سياسي نيوزلندي، ولد في 1870، وتوفي في 1939. انتخب عضو مجلس النواب نيوزيلندا.